# Shropshire Wanderers F.C.
Shropshire Wanderers Football Club var en amatørfodboldklub fra Shrewsbury i England, som var aktiv i 1870'erne.
Holdet deltog i FA Cup'en hver sæson fra 1873-74 til 1877-78. Dets største succes kom i 1874-75, da det nåede semifinalerne og blev besejret af Old Etonians på Kennington Oval med 1-0. Holdet er endvidere det eneste i FA Cup-historien, der er blevet slået ud af turneringen på lodtrækning. Det skete i første runde af FA Cup 1873-74, hvor både den egentlige kamp mod Sheffield FC og omkampen 19 dage senere endte 0-0, hvorefter Sheffield FC gik videre efter lodtrækning.
Shropshire Wanderers vakte opmærksomhed ved at anvende pasningsspil allerede i 1875.

## Kendte spillere
- John Hawley Edwards spillede sin eneste landskamp for Englands fodboldlandshold i 1874, mens han spillede for Shropshire Wanderers.[3] Han scorede endvidere for Wanderers FC i FA Cup-finalen i 1876 og spillede for Wales' landhold mod Skotland en uge senere.
- Llewelyn Kenrick var en af grundlæggerne af Football Association of Wales og spillede for Shropshire Wanderers i sæsonen 1874-75, inkl. FA Cup-semifinalen.[4]

## FA Cup-historie
- FA Cup 1873-74
  - 1. runde: Spillede 0–0 mod Sheffield FC. Omkampen endte også 0–0. Slået ud efter lodtrækning.
- FA Cup 1874-75
  - 1. runde: Vandt på walkover mod Sheffield FC.
  - 2. runde: Vandt 1–0 mod Civil Service FC.
  - 3. runde: Uafgjort 1–1 mod Woodford Wells FC. Vandt omkampen 2–0.
  - Semifinale: Tabte 1–0 mod Old Etonians FC.
- FA Cup 1875-76
  - 1. runde: Tabte på walkover mod Sheffield FC.
- FA Cup 1876-77
  - 1. runde: Vandt på walkover mod Druids FC
  - 2. runde: Tabte 3–0 mod Royal Engineers AFC
- FA Cup 1877-78
  - 1. runde: Tabte 1–0 mod Druids FC